# Agave bovicornuta
Espèce
Agave bovicornuta est une espèce de plantes de la famille des Asparagaceae.